# Otto Müller (Maler, 1958)

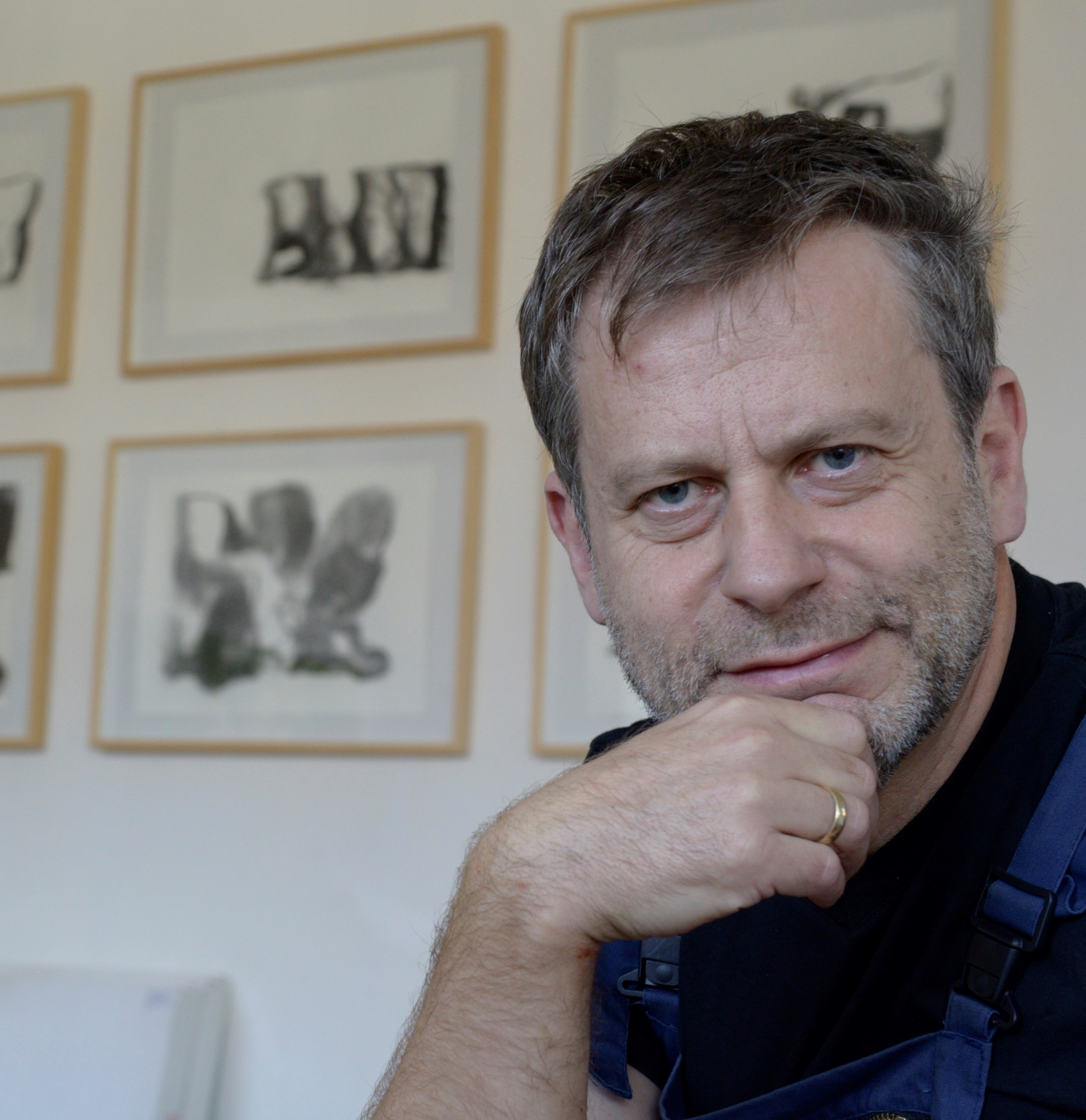
Porträt von Otto Müller, Künstler aus Bad Füssing

Otto Müller (* 1958 in Passau) ist ein deutscher zeitgenössischer Künstler. Er lebt und arbeitet in Bad Füssing.

## Leben
Otto Müller studierte von 1980 bis 1985 Architektur an der Technischen Universität München. Von 1985 bis 1998 arbeitete er als Architekt, bis er sich 1998 ganz der Kunst widmete. Er besuchte von 1995 bis 2007 die Sommerakademie der Universität Augsburg in Irsee bei den Professoren Klaus Vogelgesang, Rudolf Schoofs, Siegfried Kaden, Peter Casagrande, Johannes Hewel und Sati Zech. Seit 2009 ist er aktives Mitglied der Produzentengalerie Passau. Die Produzentengalerie ist eine Galerie in Passau, die von Künstlern gegründet wurde, um sich eigenverantwortlich zu vermarkten.

## Werk

Landschaftsbild

Seine Zeichnungen beschreibt Müller selber als etwas „Primäres“. Für sind Zeichnung und Malerei gleich wichtig und bilden gleichzeitig einen „umspannenden geistigen Zusammenhang“. Die abstrakten Arbeiten lassen oft Assoziationen von Physiognomischen, Landschaftlichen oder Figürlichen aufkommen. Die gegenständlichen Arbeiten nehmen eine eigenständige Sichtweise zu den Dingen ein ohne dekorativ zu wirken.

„Die Arbeiten Müllers treffen den Betrachter nie abrupt oder mit großer Wucht, sondern sie entfalten sich langsam, vergleichbar eines Musikstück, dessen Harmonie durch Kontraste  hell – dunkel, hoch – tief, schnell – langsam, laut – leise entsteht.
Wie das magische Gekritzel der Höhlenmenschen erscheinen die abstrakten Zeichnungen Müllers vor dem Auge des Betrachters, signifikante Bildzeichen, die eine geheime Formel hüten. Sparsam gesetzte, fast seismographisch niedergeschriebene Linien und dichte Zeichenspuren, die sich kompakten Formen zusammenfinden, wechseln sich ab.“

### Konzept

Bild ohne Titel, Öl auf Leinen aus dem Jahr 2023 von Ötto Müller

Bild ohne Titel, Kohle Rötel Eitempera, Otto Müller, Bad Füssing, 2019

Müllers Malereien sind oft abstrakt und gegenständlich. In den Werken Müllers geht es um eine „pure Art des Zeichnens und Malens“. Im Vordergrund seiner Arbeiten steht die Zeichnung oder das gemalte Bild. Bestimmend ist die Frage: „Was braucht das Bild, die Zeichnung, um den Gestaltungsprozeß weiter zu entwickeln und auf dem Punkt zu bringen.?“ Auf seinen Bildern fügt er „das Einzelne in eine Ordnung, die der Gesetzmäßigkeit des Ganzen entspricht“. Die Elemente bauen hierbei aufeinander auf und ergeben das Ganze. Linien und Flächen, Farben und Formen sind auf seinen nach Ihrer „inneren Notwendigkeit“ geordnet. So verselbstständigen sich die Linien der Bilder zu etwas Eigenem, wobei meistens die gemalten Flächen miteinander korrespondieren. Dadurch, dass die Farben vielfach übermalt sind, zeigen Farben unterschiedlichste Schattierungen und entwickeln Oberflächen entsprechend ihrer Eigenart. Jedes seiner Bilder hat seine eigenen Gesetzlichkeiten. Oft zeigen sie Eigenschaften und Qualitäten von Landschaft oder Figuren. Seine Bilder haben meist einen eher belanglosen Titel. Sein Werk gibt Betrachter den Freiraum, selbst in den Dialog mit dem gewordenen Bild zu treten.

### Einzelausstellungen (Auswahl)
- Mühlviertler Künstlergilde (2001)
- Landeskulturzentrum Oberösterreich, Linz (2001)
- Großes Kurhaus, Bad Füssing (2001)
- Kunsthaus „Die Burg“, Obernberg (AT) (2002)
- Produzentengalerie, Passau (2003)
- Galerie Eva Priller, Passau (2004)
- Symposium Kubinmuseum, Zwickledt (AT) (2004)
- Museum Kloster Asbach (Katalog) (2005)
- Museum Kubin-Haus Zwickledt (AT) (2005)
- Kulturmodell Passau (2006)
- AOK-Passau, Kulturamt Stadt Passau (2006)
- Kloster Arnsburg (Lich), Hessen (2007)
- HAUS 10, Fürstenfeldbruck, mit M. Schranner (2008)
- Schloss Wolfstein (2008)
- Landratsamt Freyung (2008)
- Bezirkshauptverwaltung Landshut (2008)
- Hauzenberger Kulturwochen (2009)
- Cordonhaus in Cham mit F. Grieshaber (Skulptur) Katalog (2009)
- Kunstverein Vilshofen, Stadtgalerie Vilshofen (2010)
- Hans Reiffenstuel, Haus Pfarrkirchen mit G. Huber-Thoma, Erol Uysal (2011)
- Galerie K.Lea München, Erol Uysal (Skulptur) (2012)
- Kunstverein Passau mit F. Lankes (Skulptur) (2013)
- Galerie Frei-Raum, Thomas Weber Schärding (AT) (2014)
- Galerie Marianska Budweis (2015)
- Produzentengalerie Passau (2016/17)
- Kunstverein Vilshofen, Stadtgalerie (2018)
- Nationalparkmuseum St. Oswald (2019)
- Kunstverein Passau mit M. Lauss Skulptur (2019)
- Künstlergruppe Die BURG, Burghausen (2020)
- Kunst + Natur Produzentengalerie (2021)
- „Wie Menschen sind auch Bäume Individuen.“ Hockney Produzentengalerie (2022)
- Spektrum Kirche Passau, Ecce homo (2023)
- Kunstsammlung Ostbayern Hengersberg (2023)

### Gruppenausstellungen (Auswahl)

Bild ohne Titel von Otto Müller, Bad Füssing, Kohle Bütten, 2019

- „Handzeichnungen“, Kunstverein Deggendorf (1998)
- „Föhn“, BBk-Galerie Bielefeld (2002)
- Diözesanausstellung Veszprem (Ungarn) (2002)
- „Große Kunstausstellung“ Wasserburg/Inn (2003)
- „Große Kunstausstellung“ Haus der Kunst, München (2004)
- „LIFE“ Kunstverein, Bad Wörishofen (2004)
- Winnipeg (Kanada) (2004)
- „Hüben + Drüben“ St. Anna Kapelle, Passau (2005)
- „Große Kunstausstellung“, Wasserburg am Inn (2005)
- Städtische Galerie Prachatice mit Produzenten Passau (CZ) (2009)
- Görlitz mit Produzenten (2013)
- Sobeslav (CZ) (2013)
- Kunstpavillon München mit Produzenten (2014)
- Museum Moderner Kunst Passau mit Produzenten (2015)
- „Experimentelle 19“ Schloss Randegg
- Bodensee, Galerie Titus Koch (2016)
- Mostra de artistas, Museo Pobo Gallego, Santiago de Compostela (2019)
- Galerie Landesamt für Digitalisierung, München, mit Produzenten (2019)
- Rathausgalerie Pfarrkirchen, Landschaften (2020)
- „Experimentelle 21“ Amstetten (AT) Galerie Titus Koch (2022)

## Sammlungen Ankäufe
- Bayerische Staatsgemäldesammlungen, München, 2001 und  2003
- Landkreis Passau
- Sammlung Brandhorst
- Museum Moderner Kunst (Passau)
- Stadt Passau
- Sammlung Stadt Passau Oberhausmuseum
- Stadt Pfarrkirchen
- Gemeinde Bad Füssing

## Auszeichnungen
- Kulturpreis des Landkreises Passau (2011)